# 斯基德莫爾崖
83°24′S 49°30′W / 83.400°S 49.500°W
斯基德莫爾崖（英語：Skidmore Cliff）是南極洲的山崖，位於伊莉莎白女王地，屬於彭薩科拉山脈中福里斯特爾山脈的一部分，長7公里，美國地質調查局根據測量和該國海軍的空中照片繪入地圖，現時由南極條約體系管理。